# Renault R30
A Renault R30 egy Formula–1-es versenyautó, amelyet a Renault F1 tervezett és épített a 2010-es Formula–1 világbajnokságra. Az autót Robert Kubica és az újonc Vitalij Petrov vezette. 2010. január 31-én mutatták be a valenciai Ricardo Tormo versenypályán.

## Tervezés
A futóművet James Allison, Tokunaga Naoki, Tim Densham, Martin Tolliday, Jarrod Murphy, Mike Elliott és Dirk de Beer tervezte, a motortervezést Rob White vezette.
A belga nagydíjon mutatta be a Renault az R30-ason az F-csatornát, amelyet Silverstone óta szerettek volnabevetni, de hatékonysági problémák miatt eddig elmaradt.

## A szezon
Azonnal nyilvánvaló volt, hogy az R30 versenyképesebb, mint az előző évi Renault R29. Kubica az év elején számos erős helyezést ért el, Ausztráliában a második, Monacóban a harmadik, Belgiumban szintén a harmadik helyen végzett, a Renault pedig a Mercedes fő riválisává vált a konstruktőri bajnokság negyedik helyéért. Mivel azonban a csapattárs Petrov jóval gyengébb teljesítményt nyújtott, a Renault-nak a szezon végére be kellett érnie az ötödik hellyel.
A Pirelli gumiabroncsgyártó 2012-2013-ban a Renault R30-ast használta tesztautóként a gumiabroncsok fejlesztése során a Toyota TF109-es helyett. Az autót Jaime Alguersuari és Lucas di Grassi tesztelte több európai versenypályán, többek között Jerezben, Spában, Monzában és Barcelonában.
Kimi Räikkönen 2012. január 23-án és 24-én Valenciában egy R30-ast vezetett egy privát teszten, elősegítvén a F1-es visszatérését 2009 után.
Vlagyimir Putyin 2010 novemberében vezette az R30-ast egy szentpétervári rendezvényen.

## Eredmények
(félkövérrel jelezve a pole pozíció; dőlt betűvel jelölve a leggyorsabb kör)
| Év   | Csapat          | Motor        | Gumik | Pilóták        | 1   | 2   | 3   | 4   | 5   | 6   | 7   | 8   | 9   | 10  | 11  | 12  | 13  | 14  | 15  | 16  | 17  | 18  | 19  | Pontok | Helyezés |
| ---- | --------------- | ------------ | ----- | -------------- | --- | --- | --- | --- | --- | --- | --- | --- | --- | --- | --- | --- | --- | --- | --- | --- | --- | --- | --- | ------ | -------- |
| 2011 | Renault F1 Team | Renault RS27 | B     |                | BHR | AUS | MAL | CHN | ESP | MON | TUR | CAN | EUR | GBR | GER | HUN | BEL | ITA | SIN | JPN | KOR | BRA | ABU | 163    | 5.       |
| 2011 | Renault F1 Team | Renault RS27 | B     | Robert Kubica  | 11  | 2   | 4   | 5   | 8   | 3   | 6   | 7   | 5   | Ret | 7   | KI  | 3   | 8   | 7   | KI  | 5   | 9   | 5   | 163    | 5.       |
| 2011 | Renault F1 Team | Renault RS27 | B     | Vitalij Petrov | KI  | KI  | KI  | 7   | 11  | 13† | 15  | 17  | 14  | 13  | 10  | 5   | 9   | 13  | 11  | KI  | KI  | 16  | 6   | 163    | 5.       |

† - nem fejezte be a futamot, de rangsorolták, mert teljesítette a versenytáv 90 százalékát.